# Рагайи, Элемер
Э́лемер Ра́гайи (венг. Ragályi Elemér; 18 апреля 1939, Ракошлигет, Будапешт, Венгрия — 30 марта 2023) — венгерский кинооператор, кинорежиссёр, сценарист и актёр.

## Биография
В 1968 году окончил Высшую школу театра и кино. Поставил на Студии имени Балажа сатирические фильмы «Вечерняя школа» (1972) и «Новый год» (1974). Снимал как документальные, так и игровые ленты. Работал с такими режиссёрами, как Иштван Гааль, Пал Шандор, Пал Зольнаи, Янош Рожа, Марта Месарош и других. Снимался как актёр, писал сценарии.

## Избранная фильмография

### Оператор
- 1969 — Остров среди суши / Sziget a szárazföldön (в советском прокате «Дама из Константинополя»)
- 1970 — Лицо / Arc
- 1970 — Большой голубой знак / A nagy kék jelzés
- 1970 — Соколы / Magasiskola
- 1970 — Эстафета / Staféta
- 1970 — Шарика, дорогая / Sárika, drágám
- 1970 —  / Büntetöexpedíció (к/м)
- 1971 — Пташки / Madárkák
- 1972 — Фотография / Fotográfia
- 1972 — Мартин-кукушка / Kakuk Marci
- 1973 — Футбол давних времён / Régi idök focija
- 1973 — Место под солнцем / Egy kis hely a nap alatt
- 1974 — Сонная молодёжь / Álmodó ifjúság
- 1974 —  / Bástyasétány hetvennégy
- 1974 — Сильвестер / Szilveszter  (к/м)
- 1975 — Воспоминание о Геркулесовых водах / Herkulesfürdöi emlék (в советском прокате «Воспоминание о курорте»)
- 1975 —  / Istenmezején 1972-73-ban
- 1976 — Простая история / Egyszerü történet
- 1976 — Красный реквием / Vörös rekviem
- 1976 — Ветер свистит под ногами / Talpuk alatt fütyül a szél
- 1976 — Паучий футбол / Pókfoci
- 1977 — Шаман / Sámán
- 1978 — Поле битвы / Csatatér
- 1978 — Не высовываться! / Kihajolni veszélyes
- 1978 — Избави нас от лукавого / Szabadíts meg a gonosztól
- 1978 — Трубач / A trombitás
- 1979 — Воскресные родители / Vasárnapi szülök
- 1980 — День перед судом / Utolsó elötti ítélet
- 1980 —  / Majd holnap
- 1980 — Наследство / Örökség (в советском прокате «Вторая жена»)
- 1980 — Брак без пошлины / Vámmentes házasság (в советском прокате «Брак без обязательств»)
- 1980 — Актёришки / Ripacsok
- 1981 — Талисман / Kabala
- 1981 — Концерт / A koncert
- 1982 — Стервятник / Dögkeselyü
- 1982 — Дурной глаз /
- 1983 — Долгий галоп / Hosszú vágta
- 1984 — Лепестки, цветы, венки / Szirmok, virágok, koszorúk
- 1985 —  / Társasutazás
- 1985 — Счастливчик Даниель / Szerencsés Dániel
- 1985 — Это только кино / Csak egy mozi
- 1985 — Эмбрион / Embriók
- 1985 —  / Der schwarze Tanner
- 1985 — Великое поколение / A nagy generáció
- 1986 — Целую, мама / Csók, Anyu!
- 1987 — Волшебство «Queen» в Будапеште / Varázslat - Queen Budapesten
- 1987 — Венгерская сказка / Hol volt, hol nem volt
- 1987 — Мисс Аризона / Miss Arizona
- 1988 — Война Ханны / Hanna's War
- 1989 — Противостояние / Túsztörténet
- 1989 — История Симона Визенталя / Murderers Among Us: The Simon Wiesenthal Story (ТВ)
- 1989 — Призрак оперы / The Phantom of the Opera
- 1989 — Красный король, белый конь / Red King, White Knight (ТВ)
- 1989 — Мэкки-Нож / Mack the Knife
- 1990 — Макс и Елена / Max and Helen (ТВ)
- 1990 — Решение / Judgment (ТВ)
- 1990 — Путешествие надежды / Reise der Hoffnung
- 1991 — История Жозефины Бейкер / The Josephine Baker Story (ТВ)
- 1991 —  / The Gravy Train Goes East (мини-сериал)
- 1992 — 1993 — Мегрэ / Maigret (сериал)
- 1992 — Профсоюзный босс: история Джеки Прессера / Teamster Boss: The Jackie Presser Story (ТВ)
- 1993 — Разрешение на убийство / Passport to Murder (ТВ)
- 1993 — Театр воспоминаний / Family Pictures (ТВ)
- 1993 — Карл Великий / Charlemagne, le prince à cheval (мини-сериал)
- 1994 — Месмер / Mesmer
- 1995 — Первый рыцарь при дворе короля Артура / A Kid in King Arthur's Court
- 1995 — Никогда не разговаривай с незнакомцами / Never Talk to Strangers
- 1996 —  / Sztracsatella
- 1996 — Распутин / Rasputin (ТВ)
- 1996 — Екатерина Великая / Catherine the Great (ТВ)
- 1996 — Трилогия ужаса 2 / Trilogy of Terror II (ТВ)
- 1997 — Горбун из Нотр-Дама / The Hunchback (ТВ)
- 1997 — Миссис Скрудж / Ms. Scrooge (ТВ)
- 1997 —  / A miniszter félrelép
- 1998 — Преступление и наказание / Crime and Punishment (ТВ)
- 1998 — Рыцарь Камелота / A Knight in Camelot (ТВ)
- 1999 — Якоб-лжец / Jakob the Liar
- 1999 — Мария, мать Иисуса / Mary, Mother of Jesus (ТВ)
- 2000 — Сотворение мира / In the Beginning (ТВ)
- 2000 — Дэвид Копперфильд / David Copperfield (ТВ)
- 2000 — Американская рапсодия / An American Rhapsody
- 2001 — Анна Франк / Anne Frank: The Whole Story (мини-сериал)
- 2002 — Дракула / Dracula (ТВ)
- 2003 — Наказанная любовью / Szerelemtöl sújtva
- 2003 — Песни Розы / A rózsa énekei
- 2003 — Неделя в Пеште и Буде / Egy hét Pesten és Budán
- 2003 — Отец лишился бы чувств / Apám beájulna
- 2003 — Из Европы в Европу / Európából Európába  (к/м)
- 2004 — Кольцо Нибелунгов / Ring of the Nibelungs (ТВ)
- 2006 — Чёрное – белое / Fekete fehér (ТВ)
- 2007 — Звезды под Луною / The Moon and the Stars
- 2010 — Республика / República (сериал)
- 2011 — Дверь / The Door
- 2014 — Кукурузный остров / Simindis Kundzuli
- 2016 —  / Gondolj rám
- 2016 — 1945 / 1945
- 2017 —  / Budapest Noir

### Режиссёр
- 1974 — Сильвестер / Szilveszter  (к/м)
- 2003 — Из Европы в Европу / Európából Európába  (к/м)
- 2005 —  / Csudafilm
- 2006 — Чёрное – белое / Fekete fehér (ТВ)

### Сценарист
- 2005 —  / Csudafilm
- 2006 — Чёрное – белое / Fekete fehér (ТВ)

### Актёр
- 1958 — Колокола отправляются в Рим / A harangok Rómába mentek — цыган
- 1971 — Пока народ еще просит / Még kér a nép — Fõhadnagy
- 1973 — Футбол давних времён / Régi idök focija
- 1995 —  / «Külsö-Belsö» életmüdíjas: Romvári József (ТВ)
- 2003 — Отец лишился бы чувств / Apám beájulna — камео

## Награды
- 1974 — Премия имени Белы Балажа
- 1980 — Заслуженный артист ВНР
- 1985 — Народный артист ВНР
- 1991 — Премия имени Кошута